# الكومل
الكومل نهر ينبع من سفوح جبل كاره الجنوبية ويلتقي بنهر الخازر في شرق جبل مقلوب، ويصب ماؤه فيه ،
 وقديماً كان نهر الكومل يسمى نهر الطوميل، وقريباً من قرية خنس التي ورد ذكرها بكتابات الملك الآشوري سنحاريب وتحديداً إلى الشمال منها بحوالي (500 م) مدخل واد حيث توجد منحوتات أثرية وناظم ري من أعمال الملك سنحاريب في عام (691 ق.م) حيث أجرى المياه الصافية من نهر (الطوميل) إلى عاصمة مملكة (نينوى) بقناة مبنية في بعض أماكنه من الحجر ولمسافة (48 كم).
وعلى نهر طومل بالقرب من قرية (خنس) أقام الملك سنحاريب منحوتات تمثله، وكتابات مسمارية يصف فيها مشروعه الإروائي لنينوى. وفي الآخر هذه المياه تصب في الزاب الأعلى وهو أحد روافد نهر دجلة.